# Xã Zero, Quận Adams, Nebraska
Xã Zero (tiếng Anh: Zero Township) là một xã thuộc quận Adams, tiểu bang Nebraska, Hoa Kỳ. Năm 2010, dân số của xã này là 252 người.